# 穆日诺沃农村居民点
穆日诺沃农村居民点（俄语：Мужиновское сельское поселение）是俄罗斯联邦布良斯克州克列特尼亚区所属的一个农村居民点。其下辖有13个居民点，行政中心为穆日诺沃。据2015年统计，该农村居民点的人口为1077人。